# Coupe du monde de VTT 2022
Navigation
2021 2023
La Coupe du monde de VTT 2022 est la 32e édition de la Coupe du monde de VTT. Cette édition comprend quatre disciplines : cross-country, cross-country short track, cross-country éliminatoire, cross-country à assistance électrique (E-Mountain Bike) et descente,. 
Comme la saison précédente, chaque manche de cross-country élites est précédée d'une épreuve de cross-country short track dont les résultats octroient des points au classement général et servent à déterminer la grille de départ de la course. Cependant, contrairement aux années précédentes, le short track bénéficie à partir de cette saison d'un classement général à part.
Le calendrier comporte 11 manches pour le cross-country à assistance électrique et le cross-country éliminatoire, 8 pour la descente et 9 pour le cross-country et le short track.

## Cross-country

### Hommes

#### Élites
| # | Date        | Lieu              | Vainqueur         | Deuxième        | Troisième         | Leader du général |
| - | ----------- | ----------------- | ----------------- | --------------- | ----------------- | ----------------- |
| 1 | 10 avril    | Petrópolis,       | Nino Schurter     | Maxime Marotte  | Vlad Dascalu      | Nino Schurter     |
| 1 | 10 avril    | Petrópolis,       | 1 h 26 min 52 s   | + 0 s           | + 3 s             | Nino Schurter     |
| 2 | 8 mai       | Albstadt,         | Tom Pidcock       | Nino Schurter   | Vlad Dascalu      | Nino Schurter     |
| 2 | 8 mai       | Albstadt,         | 1 h 18 min 42 s   | + 20 s          | + 21 s            | Nino Schurter     |
| 3 | 15 mai      | Nove Mesto,       | Tom Pidcock       | Vlad Dascalu    | Nino Schurter     | Nino Schurter     |
| 3 | 15 mai      | Nove Mesto,       | 1 h 21 min 19 s   | + 1 s           | + 30 s            | Nino Schurter     |
| 4 | 12 juin     | Leogang,          | Mathias Flückiger | Nino Schurter   | Alan Hatherly     | Nino Schurter     |
| 4 | 12 juin     | Leogang,          | 1 h 15 min 31 s   | + 6 s           | + 39 s            | Nino Schurter     |
| 5 | 10 juillet  | Lenzerheide,      | Luca Braidot      | Alan Hatherly   | Mathias Flückiger | Nino Schurter     |
| 5 | 10 juillet  | Lenzerheide,      | 1 h 17 min 32 s   | + 0 s           | + 4 s             | Nino Schurter     |
| 6 | 17 juillet  | Vallnord,         | Luca Braidot      | David Valero    | Nino Schurter     | Nino Schurter     |
| 6 | 17 juillet  | Vallnord,         | 1 h 15 min 31 s   | + 10 s          | + 27 s            | Nino Schurter     |
| 7 | 31 juillet  | Snowshoe,         | David Valero      | Titouan Carod   | Luca Braidot      | Nino Schurter     |
| 7 | 31 juillet  | Snowshoe,         | 1 h 25 min 11 s   | + 5 s           | + 11 s            | Nino Schurter     |
| 8 | 7 août      | Mont Sainte-Anne, | Titouan Carod     | Filippo Colombo | David Valero      | Nino Schurter     |
| 8 | 7 août      | Mont Sainte-Anne, | 1 h 24 min 48 s   | + 1 min 41 s    | + 1 min 44 s      | Nino Schurter     |
| 9 | 4 septembre | Val di Sole,      | Titouan Carod     | Nino Schurter   | Jordan Sarrou     | Nino Schurter     |
| 9 | 4 septembre | Val di Sole,      | 1 h 22 min 2 s    | + 35 s          | + 1 min 8 s       | Nino Schurter     |

| Pos | Cycliste            | Pts  |
| --- | ------------------- | ---- |
| 1.  | Nino Schurter       | 1723 |
| 2.  | Titouan Carod       | 1620 |
| 3.  | Luca Braidot        | 1533 |
| 4.  | David Valero        | 1511 |
| 5.  | Alan Hatherly       | 1475 |
| 6.  | Vlad Dascalu        | 1334 |
| 7.  | Filippo Colombo     | 1236 |
| 8.  | Pierre de Froidmont | 1057 |
| 9.  | Mathias Flückiger   | 1016 |
| 10. | Maxime Marotte      | 1000 |

#### Espoirs
| # | Date        | Lieu              | Vainqueur       | Deuxième         | Troisième        | Leader du général |
| - | ----------- | ----------------- | --------------- | ---------------- | ---------------- | ----------------- |
| 1 | 9 avril     | Petrópolis,       | Martín Vidaurre | Janis Baumann    | Oleksandr Hudyma | Martín Vidaurre   |
| 1 | 9 avril     | Petrópolis,       | 1 h 3 min 32 s  | + 36 s           | + 1 min 7 s      | Martín Vidaurre   |
| 2 | 7 mai       | Albstadt,         | Martín Vidaurre | Gustavo Xavier   | Dario Lillo      | Martín Vidaurre   |
| 2 | 7 mai       | Albstadt,         | 1 h 10 min 1 s  | + 37 s           | + 43 s           | Martín Vidaurre   |
| 3 | 14 mai      | Nove Mesto,       | Martín Vidaurre | Simone Avondetto | Dario Lillo      | Martín Vidaurre   |
| 3 | 14 mai      | Nove Mesto,       | 1 h 8 min 41 s  | + 1 min 10 s     | + 1 min 23 s     | Martín Vidaurre   |
| 4 | 12 juin     | Leogang,          | Martín Vidaurre | Simone Avondetto | Filippo Fontana  | Martín Vidaurre   |
| 4 | 12 juin     | Leogang,          | 1 h 6 min 54 s  | + 19 s           | + 34 s           | Martín Vidaurre   |
| 5 | 10 juillet  | Lenzerheide,      | Martín Vidaurre | Carter Woods     | Charlie Aldridge | Martín Vidaurre   |
| 5 | 10 juillet  | Lenzerheide,      | 1 h 8 min 8 s   | + 28 s           | + 56 s           | Martín Vidaurre   |
| 6 | 17 juillet  | Vallnord,         | Carter Woods    | Luca Martin      | Riley Amos       | Martín Vidaurre   |
| 6 | 17 juillet  | Vallnord,         | 1 h 4 min 14 s  | + 19 s           | + 1 min 1 s      | Martín Vidaurre   |
| 7 | 31 juillet  | Snowshoe,         | Martín Vidaurre | Bjorn Riley      | Mathis Azzaro    | Martín Vidaurre   |
| 7 | 31 juillet  | Snowshoe,         | 1 h 1 min 33 s  | + 1 s            | + 5 s            | Martín Vidaurre   |
| 8 | 7 août      | Mont Sainte-Anne, | Martín Vidaurre | David Campos     | Carter Woods     | Martín Vidaurre   |
| 8 | 7 août      | Mont Sainte-Anne, | 1 h 8 min 31 s  | + 55 s           | + 58 s           | Martín Vidaurre   |
| 9 | 4 septembre | Val di Sole,      | Martín Vidaurre | David Campos     | Gustavo Xavier   | Martín Vidaurre   |
| 9 | 4 septembre | Val di Sole,      | 1 h 10 min 29 s | + 45 s           | + 50 s           | Martín Vidaurre   |

| Pos | Cycliste         | Pts  |
| --- | ---------------- | ---- |
| 1.  | Martín Vidaurre  | 1055 |
| 2.  | Carter Woods     | 640  |
| 3.  | David Campos     | 543  |
| 4.  | Simone Avondetto | 467  |
| 5.  | Mathis Guay      | 426  |
| 6.  | Janis Baumann    | 400  |
| 7.  | Gustavo Xavier   | 382  |
| 8.  | Dario Lillo      | 368  |
| 9.  | Luca Martin      | 367  |
| 10. | Luca Schätti     | 366  |

### Femmes

#### Élites
| # | Date        | Lieu              | Vainqueur              | Deuxième           | Troisième          | Leader du général |
| - | ----------- | ----------------- | ---------------------- | ------------------ | ------------------ | ----------------- |
| 1 | 10 avril    | Petrópolis,       | Rebecca McConnell      | Anne Terpstra      | Loana Lecomte      | Rebecca McConnell |
| 1 | 10 avril    | Petrópolis,       | 1 h 29 min 41 s        | + 17 s             | + 38 s             | Rebecca McConnell |
| 2 | 8 mai       | Albstadt,         | Rebecca McConnell      | Jenny Rissveds     | Mona Mitterwallner | Rebecca McConnell |
| 2 | 8 mai       | Albstadt,         | 1 h 19 min 39 s        | + 48 s             | + 1 min            | Rebecca McConnell |
| 3 | 15 mai      | Nove Mesto,       | Rebecca McConnell      | Loana Lecomte      | Jenny Rissveds     | Rebecca McConnell |
| 3 | 15 mai      | Nove Mesto,       | 1 h 21 min 17 s        | + 40 s             | + 1 min 17 s       | Rebecca McConnell |
| 4 | 12 juin     | Leogang,          | Loana Lecomte          | Jenny Rissveds     | Laura Stigger      | Rebecca McConnell |
| 4 | 12 juin     | Leogang,          | 1 h 15 min 42 s        | + 1 min 13 s       | + 1 min 28 s       | Rebecca McConnell |
| 5 | 10 juillet  | Lenzerheide,      | Loana Lecomte          | Jenny Rissveds     | Alessandra Keller  | Loana Lecomte     |
| 5 | 10 juillet  | Lenzerheide,      | 1 h 17 min 31 s        | + 8 s              | + 24 s             | Loana Lecomte     |
| 6 | 17 juillet  | Vallnord,         | Anne Terpstra          | Mona Mitterwallner | Ramona Forchini    | Rebecca McConnell |
| 6 | 17 juillet  | Vallnord,         | 1 h 15 min 21 s        | + 57 s             | + 1 min 34 s       | Rebecca McConnell |
| 7 | 31 juillet  | Snowshoe,         | Alessandra Keller      | Jenny Rissveds     | Anne Terpstra      | Anne Terpstra     |
| 7 | 31 juillet  | Snowshoe,         | 1 h 24 min 35 s        | + 37 s             | + 50 s             | Anne Terpstra     |
| 8 | 7 août      | Mont Sainte-Anne, | Jolanda Neff           | Mona Mitterwallner | Haley Batten       | Anne Terpstra     |
| 8 | 7 août      | Mont Sainte-Anne, | 1 h 26 min 53 s        | + 56 s             | + 56 s             | Anne Terpstra     |
| 9 | 4 septembre | Val di Sole,      | Pauline Ferrand-Prévot | Loana Lecomte      | Jolanda Neff       | Alessandra Keller |
| 9 | 4 septembre | Val di Sole,      | 1 h 20 min 23 s        | + 1 min 27 s       | + 2 min 29 s       | Alessandra Keller |

| Pos | Cycliste           | Pts  |
| --- | ------------------ | ---- |
| 1.  | Alessandra Keller  | 1682 |
| 2.  | Rebecca McConnell  | 1626 |
| 3.  | Anne Terpstra      | 1618 |
| 4.  | Loana Lecomte      | 1469 |
| 5.  | Mona Mitterwallner | 1461 |
| 6.  | Jolanda Neff       | 1424 |
| 7.  | Jenny Rissveds     | 1289 |
| 8.  | Caroline Bohé      | 1179 |
| 9.  | Laura Stigger      | 1074 |
| 10. | Haley Batten       | 1005 |

#### Espoirs
| # | Date        | Lieu              | Vainqueur      | Deuxième          | Troisième       | Leader du général |
| - | ----------- | ----------------- | -------------- | ----------------- | --------------- | ----------------- |
| 1 | 9 avril     | Petrópolis,       | Line Burquier  | Sara Cortinovis   | Giada Specia    | Line Burquier     |
| 1 | 9 avril     | Petrópolis,       | 1 h 0 min 22 s | + 56 s            | + 1 min 46 s    | Line Burquier     |
| 2 | 7 mai       | Albstadt,         | Line Burquier  | Puck Pieterse     | Sofie Heby      | Line Burquier     |
| 2 | 7 mai       | Albstadt,         | 1 h 7 min 48 s | + 1 min           | + 1 min 39 s    | Line Burquier     |
| 3 | 14 mai      | Nove Mesto,       | Line Burquier  | Puck Pieterse     | Giada Specia    | Line Burquier     |
| 3 | 14 mai      | Nove Mesto,       | 1 h 7 min 58 s | + 45 s            | + 2 min 5 s     | Line Burquier     |
| 4 | 12 juin     | Leogang,          | Puck Pieterse  | Line Burquier     | Olivia Onesti   | Line Burquier     |
| 4 | 12 juin     | Leogang,          | 1 h 4 min 41 s | + 2 s             | + 1 min 30 s    | Line Burquier     |
| 5 | 10 juillet  | Lenzerheide,      | Sofie Heby     | Line Burquier     | Puck Pieterse   | Line Burquier     |
| 5 | 10 juillet  | Lenzerheide,      | 1 h 6 min 0 s  | + 0 s             | + 1 min 12 s    | Line Burquier     |
| 6 | 17 juillet  | Vallnord,         | Line Burquier  | Ronja Blöchlinger | Puck Pieterse   | Line Burquier     |
| 6 | 17 juillet  | Vallnord,         | 1 h 1 min 14 s | + 36 s            | + 52 s          | Line Burquier     |
| 7 | 31 juillet  | Snowshoe,         | Noëlle Buri    | Luisa Daubermann  | Madigan Munro   | Line Burquier     |
| 7 | 31 juillet  | Snowshoe,         | 1 h 2 min 26 s | + 43 s            | + 1 min 38 s    | Line Burquier     |
| 8 | 7 août      | Mont Sainte-Anne, | Noëlle Buri    | Madigan Munro     | Sara Cortinovis | Line Burquier     |
| 8 | 7 août      | Mont Sainte-Anne, | 1 h 7 min 5 s  | + 47 s            | + 1 min 45 s    | Line Burquier     |
| 9 | 4 septembre | Val di Sole,      | Line Burquier  | Ronja Blöchlinger | Noémie Garnier  | Line Burquier     |
| 9 | 4 septembre | Val di Sole,      | 1 h 8 min 36 s | + 44 s            | + 1 min 29 s    | Line Burquier     |

| Pos | Cycliste        | Pts |
| --- | --------------- | --- |
| 1.  | Line Burquier   | 825 |
| 2.  | Noëlle Buri     | 665 |
| 3.  | Sara Cortinovis | 566 |
| 4.  | Giada Specia    | 495 |
| 5.  | Sofie Heby      | 490 |
| 6.  | Puck Pieterse   | 485 |
| 7.  | Emilly Johnston | 422 |
| 8.  | Raquel Queirós  | 391 |
| 9.  | Madigan Munro   | 368 |
| 10. | Roxane Vermette | 352 |

## Cross-country short track

### Hommes
| # | Date        | Lieu             | Vainqueur           | Deuxième          | Troisième       | Leader du général |
| - | ----------- | ---------------- | ------------------- | ----------------- | --------------- | ----------------- |
| 1 | 8 avril     | Petrópolis,      | Alan Hatherly       | Thomas Litscher   | Maxime Marotte  | Alan Hatherly     |
| 2 | 6 mai       | Albstadt,        | Samuel Gaze         | Jordan Sarrou     | Nino Schurter   | Alan Hatherly     |
| 3 | 13 mai      | Nove Mesto,      | Luca Schwarzbauer   | Tom Pidcock       | Filippo Colombo | Luca Schwarzbauer |
| 4 | 10 juin     | Leogang          | Mathias Flückiger   | Vlad Dascalu      | Vital Albin     | Luca Schwarzbauer |
| 5 | 8 juillet   | Lenzerheide      | Filippo Colombo     | Mathias Flückiger | Alan Hatherly   | Mathias Flückiger |
| 6 | 15 juillet  | Vallnord         | Mathias Flückiger   | Alan Hatherly     | Vlad Dascalu    | Mathias Flückiger |
| 7 | 29 juillet  | Snowshoe,        | Christopher Blevins | Vlad Dascalu      | Luca Braidot    | Alan Hatherly     |
| 8 | 5 août      | Mont Sainte-Anne | Filippo Colombo     | Gerardo Ulloa     | Sebastian Fini  | Alan Hatherly     |
| 9 | 2 septembre | Val di Sole      | Titouan Carod       | Alan Hatherly     | Luca Braidot    | Alan Hatherly     |

| Pos | Cycliste          | Pts  |
| --- | ----------------- | ---- |
| 1.  | Alan Hatherly     | 1342 |
| 2.  | Filippo Colombo   | 1156 |
| 3.  | Titouan Carod     | 1083 |
| 4.  | Mathias Flückiger | 988  |
| 5.  | Luca Schwarzbauer | 970  |
| 6.  | Vlad Dascalu      | 950  |
| 7.  | Luca Braidot      | 949  |
| 8.  | Nino Schurter     | 908  |
| 9.  | Sebastian Fini    | 872  |
| 10. | Thomas Litscher   | 846  |

### Femmes
| # | Date        | Lieu             | Vainqueur              | Deuxième               | Troisième         | Leader du général      |
| - | ----------- | ---------------- | ---------------------- | ---------------------- | ----------------- | ---------------------- |
| 1 | 8 avril     | Petrópolis       | Pauline Ferrand-Prévot | Laura Stigger          | Evie Richards     | Pauline Ferrand-Prévot |
| 2 | 6 mai       | Albstadt         | Rebecca McConnell      | Pauline Ferrand-Prévot | Jenny Rissveds    | Pauline Ferrand-Prévot |
| 3 | 13 mai      | Nove Mesto,      | Jolanda Neff           | Rebecca McConnell      | Jenny Rissveds    | Rebecca McConnell      |
| 4 | 10 juin     | Leogang          | Loana Lecomte          | Anne Terpstra          | Caroline Bohé     | Rebecca McConnell      |
| 5 | 8 juillet   | Lenzerheide      | Jenny Rissveds         | Alessandra Keller      | Jolanda Neff      | Rebecca McConnell      |
| 6 | 15 juillet  | Vallnord         | Alessandra Keller      | Anne Terpstra          | Rebecca McConnell | Rebecca McConnell      |
| 7 | 29 juillet  | Snowshoe,        | Gwendalyn Gibson       | Anne Terpstra          | Jenny Rissveds    | Alessandra Keller      |
| 8 | 5 août      | Mont Sainte-Anne | Jolanda Neff           | Gwendalyn Gibson       | Alessandra Keller | Alessandra Keller      |
| 9 | 2 septembre | Val di Sole      | Pauline Ferrand-Prévot | Loana Lecomte          | Alessandra Keller | Alessandra Keller      |

| Pos | Cycliste               | Pts  |
| --- | ---------------------- | ---- |
| 1.  | Alessandra Keller      | 1460 |
| 2.  | Rebecca McConnell      | 1270 |
| 3.  | Jolanda Neff           | 1249 |
| 4.  | Anne Terpstra          | 1214 |
| 5.  | Jenny Rissveds         | 1028 |
| 6.  | Gwendalyn Gibson       | 990  |
| 7.  | Pauline Ferrand-Prévot | 945  |
| 8.  | Loana Lecomte          | 840  |
| 9.  | Caroline Bohé          | 817  |
| 10. | Kate Courtney          | 775  |

## Descente

### Hommes

#### Élites
| # | Date        | Lieu             | Vainqueur      | Deuxième         | Troisième        | Leader du général |
| - | ----------- | ---------------- | -------------- | ---------------- | ---------------- | ----------------- |
| 1 | 27 mars     | Lourdes          | Amaury Pierron | Finn Iles        | Loïc Bruni       | Amaury Pierron    |
| 2 | 22 mai      | Fort William     | Amaury Pierron | Thibaut Dapréla  | Laurie Greenland | Amaury Pierron    |
| 3 | 12 juin     | Leogang          | Matt Walker    | Danny Hart       | Angel Suarez     | Amaury Pierron    |
| 4 | 10 juillet  | Lenzerheide      | Amaury Pierron | Finn Iles        | Greg Minnaar     | Amaury Pierron    |
| 5 | 17 juillet  | Vallnord         | Loris Vergier  | Loïc Bruni       | Finn Iles        | Amaury Pierron    |
| 6 | 31 juillet  | Snowshoe         | Amaury Pierron | Bernard Kerr     | Andreas Kolb     | Amaury Pierron    |
| 7 | 7 août      | Mont Sainte-Anne | Finn Iles      | Laurie Greenland | Troy Brosnan     | Amaury Pierron    |
| 8 | 3 septembre | Val di Sole      | Loris Vergier  | Andreas Kolb     | Dakotah Norton   | Amaury Pierron    |

| Pos | Cycliste         | Pts  |
| --- | ---------------- | ---- |
| 1.  | Amaury Pierron   | 1253 |
| 2.  | Loris Vergier    | 1005 |
| 3.  | Finn Iles        | 996  |
| 4.  | Andreas Kolb     | 826  |
| 5.  | Bernard Kerr     | 755  |
| 6.  | Laurie Greenland | 740  |
| 7.  | Benoît Coulanges | 705  |
| 8.  | Aaron Gwin       | 682  |
| 9.  | Danny Hart       | 656  |
| 10. | Greg Minnaar     | 623  |

#### Juniors
| # | Date        | Lieu             | Vainqueur         | Deuxième              | Troisième               | Leader du général |
| - | ----------- | ---------------- | ----------------- | --------------------- | ----------------------- | ----------------- |
| 1 | 27 mars     | Lourdes          | Jackson Goldstone | Remy Meier-Smith      | Jordan Williams         | Jackson Goldstone |
| 2 | 22 mai      | Fort William     | Jordan Williams   | Jackson Goldstone     | Remy Meier-Smith        | Jackson Goldstone |
| 3 | 12 juin     | Leogang          | Jordan Williams   | Jackson Goldstone     | Lachlan Stevens-McNab   | Jordan Williams   |
| 4 | 10 juillet  | Lenzerheide      | Jackson Goldstone | Lachlan Stevens-McNab | Jordan Williams         | Jackson Goldstone |
| 5 | 17 juillet  | Vallnord         | Jackson Goldstone | Jordan Williams       | Tegan Cruz              | Jackson Goldstone |
| 6 | 31 juillet  | Snowshoe         | Jackson Goldstone | Tegan Cruz            | Sebastian Holguin Villa | Jackson Goldstone |
| 7 | 7 août      | Mont Sainte-Anne | Jackson Goldstone | Jordan Williams       | Bodhi Kuhn              | Jackson Goldstone |
| 8 | 3 septembre | Val di Sole      | Jordan Williams   | Ryan Pinkerton        | Remy Meier-Smith        | Jackson Goldstone |

| Pos | Cycliste              | Pts |
| --- | --------------------- | --- |
| 1.  | Jackson Goldstone     | 440 |
| 2.  | Jordan Williams       | 386 |
| 3.  | Lachlan Stevens-McNab | 271 |
| 4.  | Tegan Cruz            | 227 |
| 5.  | Remy Meier-Smith      | 223 |
| 6.  | Bodhi Kuhn            | 211 |
| 7.  | Davide Capello        | 188 |
| 8.  | Ryan Pinkerton        | 179 |
| 9.  | Sebastian Holguin     | 171 |
| 10. | Henri Kiefer          | 159 |

### Femmes

#### Élites
| # | Date        | Lieu             | Vainqueur        | Deuxième         | Troisième        | Leader du général |
| - | ----------- | ---------------- | ---------------- | ---------------- | ---------------- | ----------------- |
| 1 | 27 mars     | Lourdes          | Camille Balanche | Myriam Nicole    | Tahnée Seagrave  | Camille Balanche  |
| 2 | 22 mai      | Fort William     | Nina Hoffmann    | Camille Balanche | Myriam Nicole    | Camille Balanche  |
| 3 | 12 juin     | Leogang          | Camille Balanche | Myriam Nicole    | Eleonora Farina  | Camille Balanche  |
| 4 | 10 juillet  | Lenzerheide      | Myriam Nicole    | Camille Balanche | Eleonora Farina  | Camille Balanche  |
| 5 | 17 juillet  | Vallnord         | Valentina Höll   | Nina Hoffmann    | Camille Balanche | Camille Balanche  |
| 6 | 31 juillet  | Snowshoe         | Camille Balanche | Myriam Nicole    | Nina Hoffmann    | Camille Balanche  |
| 7 | 7 août      | Mont Sainte-Anne | Valentina Höll   | Nina Hoffmann    | Eleonora Farina  | Camille Balanche  |
| 8 | 3 septembre | Val di Sole      | Myriam Nicole    | Nina Hoffmann    | Valentina Höll   | Camille Balanche  |

| Pos | Cycliste         | Pts  |
| --- | ---------------- | ---- |
| 1.  | Camille Balanche | 1465 |
| 2.  | Myriam Nicole    | 1405 |
| 3.  | Valentina Höll   | 1386 |
| 4.  | Nina Hoffmann    | 1133 |
| 5.  | Eleonora Farina  | 1021 |
| 6.  | Monika Hrastnik  | 818  |
| 7.  | Jess Blewitt     | 568  |
| 8.  | Veronika Widmann | 567  |
| 9.  | Mille Johnset    | 558  |
| 10. | Anna Newkirk     | 392  |

#### Juniors
| # | Date        | Lieu             | Vainqueur        | Deuxième         | Troisième        | Leader du général |
| - | ----------- | ---------------- | ---------------- | ---------------- | ---------------- | ----------------- |
| 1 | 27 mars     | Lourdes          | Gracey Hemstreet | Phoebe Gale      | Izabela Yankova  | Gracey Hemstreet  |
| 2 | 22 mai      | Fort William     | Gracey Hemstreet | Phoebe Gale      | Aimi Kenyon      | Gracey Hemstreet  |
| 3 | 12 juin     | Leogang          | Phoebe Gale      | Jenna Hastings   | Gracey Hemstreet | Gracey Hemstreet  |
| 4 | 10 juillet  | Lenzerheide      | Gracey Hemstreet | Phoebe Gale      | Jenna Hastings   | Gracey Hemstreet  |
| 5 | 17 juillet  | Vallnord         | Phoebe Gale      | Gracey Hemstreet | Jenna Hastings   | Gracey Hemstreet  |
| 6 | 31 juillet  | Snowshoe         | Gracey Hemstreet | Aimi Kenyon      | Izabela Yankova  | Gracey Hemstreet  |
| 7 | 7 août      | Mont Sainte-Anne | Phoebe Gale      | Izabela Yankova  | Gracey Hemstreet | Gracey Hemstreet  |
| 8 | 3 septembre | Val di Sole      | Gracey Hemstreet | Izabela Yankova  | Jenna Hastings   | Gracey Hemstreet  |

| Pos | Cycliste              | Pts |
| --- | --------------------- | --- |
| 1.  | Gracey Hemstreet      | 440 |
| 2.  | Phoebe Gale           | 355 |
| 3.  | Izabela Yankova       | 295 |
| 4.  | Jenna Hastings        | 295 |
| 5.  | Aimi Kenyon           | 240 |
| 6.  | Valentina Roa Sanchez | 185 |
| 7.  | Lisa Bouladou         | 130 |
| 8.  | Vanesa Petrovská      | 105 |
| 9.  | Kine Haugom           | 80  |
| 10. | Alizés Lassus         | 70  |

## Cross-country éliminatoire

### Hommes
| #  | Date         | Lieu          | Vainqueur               | Deuxième              | Troisième               | Leader du général     |
| -- | ------------ | ------------- | ----------------------- | --------------------- | ----------------------- | --------------------- |
| 1  | 23 avril     | Abu Dhabi     | Titouan Perrin-Ganier   | Daniel Castillo       | Killian Demangeon       | Titouan Perrin-Ganier |
| 2  | 5 juin       | Louvain       | Simon Gegenheimer       | Lukas Malezsewski     | Zinni Van Looy          | Titouan Perrin-Ganier |
| 3  | 17 juin      | Falun         | Simon Gegenheimer       | Lukas Malezsewski     | Casper Casserstedt      | Simon Gegenheimer     |
| 4  | 23 juillet   | Aalen         | Simon Gegenheimer       | Titouan Perrin-Ganier | Quentin Schrotzenberger | Simon Gegenheimer     |
| 5  | 14 août      | Audenarde     | Simon Gegenheimer       | Titouan Perrin-Ganier | Theo Hauser             | Simon Gegenheimer     |
| 6  | 21 août      | Sakarya       | Titouan Perrin-Ganier   | Edvin Lindh           | Quentin Schrotzenberger | Simon Gegenheimer     |
| 7  | 28 août      | Palangka Raya | Quentin Schrotzenberger | Simon Gegenheimer     | Methasit Boonsane       | Simon Gegenheimer     |
| 8  | 4 septembre  | Leh           | Felix Klausmann         | Erick Fierro          | Daniel Castillo         | Simon Gegenheimer     |
| 9  | 10 septembre | Paris         | Felix Klausmann         | Titouan Perrin-Ganier | Hugo Boulanger          | Simon Gegenheimer     |
| 10 | 17 septembre | Winterberg    | Simon Gegenheimer       | Titouan Perrin-Ganier | Felix Klausmann         | Simon Gegenheimer     |

| Pos | Cycliste                | Pts |
| --- | ----------------------- | --- |
| 1.  | Simon Gegenheimer       | 455 |
| 2.  | Titouan Perrin-Ganier   | 434 |
| 3.  | Quentin Schrotzenberger | 351 |
| 4.  | Felix Klausmann         | 321 |
| 5.  | Daniel Castillo         | 143 |
| 6.  | Theo Hauser             | 135 |
| 7.  | Erick Fierro            | 133 |
| 8.  | Riyadh Hakim Lukman     | 115 |
| 9.  | Edvin Lindh             | 113 |
| 10. | Lukas Malezsewski       | 110 |

### Femmes
| #  | Date         | Lieu          | Vainqueur         | Deuxième               | Troisième           | Leader du général |
| -- | ------------ | ------------- | ----------------- | ---------------------- | ------------------- | ----------------- |
| 1  | 23 avril     | Abu Dhabi     | Marcela Lima      | Didi de Vries          | Marion Fromberger   | Marcela Lima      |
| 2  | 5 juin       | Louvain       | Gaia Tormena      | Ella Holmegård         | Didi de Vries       | Gaia Tormena      |
| 3  | 17 juin      | Falun         | Gaia Tormena      | Jenny Rissveds         | Marion Fromberger   | Gaia Tormena      |
| 4  | 23 juillet   | Aalen         | Gaia Tormena      | Lia Schrievers         | Coline Clauzure     | Gaia Tormena      |
| 5  | 14 août      | Audenarde     | Gaia Tormena      | Marion Fromberger      | Ella Holmegård      | Gaia Tormena      |
| 6  | 21 août      | Sakarya       | Gaia Tormena      | Marion Fromberger      | Marcela Lima        | Gaia Tormena      |
| 7  | 28 août      | Palangka Raya | Marion Fromberger | Warinthorn Phetpraphan | Ayu Triya Andriyana | Gaia Tormena      |
| 8  | 4 septembre  | Leh           | Marion Fromberger | Mariske Strauss        | Marcela Lima        | Gaia Tormena      |
| 9  | 10 septembre | Paris         | Gaia Tormena      | Coline Clauzure        | Noémie Garnier      | Gaia Tormena      |
| 10 | 17 septembre | Winterberg    | Coline Clauzure   | Margaux Borrelly       | Flavie Guille       | Gaia Tormena      |

| Pos | Cycliste          | Pts |
| --- | ----------------- | --- |
| 1.  | Gaia Tormena      | 623 |
| 2.  | Marion Fromberger | 457 |
| 3.  | Marcela Lima      | 319 |
| 4.  | Didi de Vries     | 328 |
| 5.  | Coline Clauzure   | 219 |
| 6.  | Ella Holmegård    | 195 |
| 7.  | Mariske Strauss   | 153 |
| 8.  | Elodie Kuijper    | 123 |
| 9.  | Margaux Borrelly  | 119 |
| 10. | Madison Boissiere | 100 |

## Cross-country à assistance électrique

### Hommes
| #  | Date         | Lieu               | Vainqueur      | Deuxième           | Troisième             | Leader du général |
| -- | ------------ | ------------------ | -------------- | ------------------ | --------------------- | ----------------- |
| 1  | 23 avril     | Monaco             | Jérôme Gilloux | Hugo Pigeon        | Emeric Ienzer         | Jérôme Gilloux    |
| 2  | 24 avril     | Monaco             | Jérôme Gilloux | Hugo Pigeon        | Joris Ryf             | Jérôme Gilloux    |
| 3  | 28 mai       | Bologne            | Jérôme Gilloux | Joris Ryf          | Martino Fruet         | Jérôme Gilloux    |
| 4  | 29 mai       | Bologne            | Jérôme Gilloux | Loïc Noël          | Théo Charmes          | Jérôme Gilloux    |
| 5  | 23 juillet   | Circuit de Charade | Joris Ryf      | Hugo Pigeon        | Fabio Spena           | Jérôme Gilloux    |
| 6  | 24 juillet   | Circuit de Charade | Jérôme Gilloux | Joris Ryf          | Fabio Spena           | Jérôme Gilloux    |
| 7  | 3 septembre  | Spa-Francorchamps  | Jérôme Gilloux | Joris Ryf          | Ismael Esteban        | Jérôme Gilloux    |
| 8  | 4 septembre  | Spa-Francorchamps  | Jérôme Gilloux | Joris Ryf          | Kjell van den Boogert | Jérôme Gilloux    |
| 9  | 23 septembre | Gérone             | Jérôme Gilloux | Alberto Mingorance | Ismael Esteban        | Jérôme Gilloux    |
| 10 | 24 septembre | Gérone             | Joris Ryf      | Jérôme Gilloux     | Ismael Esteban        | Jérôme Gilloux    |
| 11 | 15 octobre   | Barcelone          | Joris Ryf      | Ismael Esteban     | Fabio Spena           | Jérôme Gilloux    |

| Pos | Cycliste       | Pts |
| --- | -------------- | --- |
| 1.  | Jérôme Gilloux | 230 |
| 2.  | Joris Ryf      | 182 |
| 3.  | Ismael Esteban | 103 |
| 4.  | Milton Ramos   | 83  |
| 5.  | Loïc Noël      | 79  |

### Femmes
| #  | Date         | Lieu               | Vainqueur        | Deuxième            | Troisième           | Leader du général |
| -- | ------------ | ------------------ | ---------------- | ------------------- | ------------------- | ----------------- |
| 1  | 23 avril     | Monaco             | Justine Tonso    | Sofia Wiedenroth    | Nathalie Schneitter | Justine Tonso     |
| 2  | 24 avril     | Monaco             | Justine Tonso    | Nathalie Schneitter | Nicole Göldi        | Justine Tonso     |
| 3  | 28 mai       | Bologne            | Nicole Göldi     | Sofia Wiedenroth    | Anna Oberparleiter  | Justine Tonso     |
| 4  | 29 mai       | Bologne            | Justine Tonso    | Nathalie Schneitter | Sofia Wiedenroth    | Justine Tonso     |
| 5  | 23 juillet   | Circuit de Charade | Nicole Göldi     | Justine Tonso       | Laura Charles       | Justine Tonso     |
| 6  | 24 juillet   | Circuit de Charade | Nicole Göldi     | Nathalie Schneitter | Justine Tonso       | Nicole Göldi      |
| 7  | 3 septembre  | Spa-Francorchamps  | Nicole Göldi     | Sofia Wiedenroth    | Justine Tonso       | Nicole Göldi      |
| 8  | 4 septembre  | Spa-Francorchamps  | Nicole Göldi     | Sofia Wiedenroth    | Justine Tonso       | Nicole Göldi      |
| 9  | 23 septembre | Gérone             | Nicole Göldi     | Sofia Wiedenroth    | Sandra Santanyes    | Nicole Göldi      |
| 10 | 24 septembre | Gérone             | Nicole Göldi     | Sofia Wiedenroth    | Sandra Santanyes    | Nicole Göldi      |
| 11 | 15 octobre   | Barcelone          | Sofia Wiedenroth | Kathrin Stirnemann  | Justine Tonso       | Nicole Göldi      |

| Pos | Cycliste            | Pts |
| --- | ------------------- | --- |
| 1.  | Nicole Göldi        | 213 |
| 2.  | Sofia Wiedenroth    | 194 |
| 3.  | Justine Tonso       | 159 |
| 4.  | Nathalie Schneitter | 102 |
| 5.  | Sandra Santanyes    | 65  |